# Mahmud Sa’id Ahmad Isma’il Badawi
Mahmud Sa’id Ahmad Isma’il Badawi (arab. محمود سعيد أحمد إسماعيل بدوي; ur. 6 kwietnia 1998) – egipski zapaśnik walczący w stylu wolnym. Złoty medalista mistrzostw Afryki w 2017 i srebrny w 2022. 
Zajął siódme miejsce na igrzyskach śródziemnomorskich w 2022. Trzeci na mistrzostwach arabskich w 2022. Mistrz Afryki juniorów w 2016 i 2017 roku.